# Atlantisk stör
Atlantisk stör (Acipenser oxyrinchus), även kallad atlantstör, är en art av familjen störfiskar, som finns i Nordamerika. Från medeltiden fram till 1990-talet har den även funnits i Europa, och fram till början av 1900-talet i Sverige, där den numera är klassificerad som nationellt utdöd. Namnet är omstritt, förutom atlantstör kallas arten även bara stör.

## Beskrivning
Den atlantiska stören är en långsträckt fisk utan fjäll men med fem rader kölade benplattor med rundade urgröpningar längs kroppen. Nosen är lång, platt och v-formad, och har fyra skäggtömmar på undersidan, vanligtvis något närmare nosspetsen än den lilla, tandlösa munnen som kan stjälpas ut till ett rör. Färgen är blåsvart till olivbrun på ovansidan, ljusare på sidorna och vitaktig på buken. Bröstfenorna är breda och hajliknande. Även den assymetriska stjärtfenan är hajliknande med den övre delen mycket högre än den undre. Både fenorna och nosen har breda, vita kanter.
Tidigare uppgifter rörande storlek och vikt anger en maxlängd på 4,27 m, en största vikt på 368 kg, och en ålder på mellan 120 och 140 år, men på grund av ett starkt fisketryck är det numera (2020–2023) sällsynt med längder över 2 m. Den senaste vilda stören som fångades i Östersjön år 1996 (se "Förekomst i Östersjön" nedan) var en hona på 2,9 m och 139 kg.

## Ekologi
Den atlantiska stören är en anadrom fisk, som utanför parningstiden lever ensam eller i mindre grupper på grunt havsvatten, vanligtvis inte djupare än 20 m, även om arten vintertid i Kanada kan gå så djupt som 60 till 100 m. De vuxna fiskarna gör långa vandringar längs kusten; upp till 500 till 600 km är inte ovanligt. Födan tas från bottnen, varvid den använder skäggtömmarna för att lokalisera bytet, som främst består av havsborstmaskar, men också andra ryggradslösa djur som tiofotade kräftdjur, märlkräftor, gråsuggor och tånglöss, musslor samt i mindre utsträckning fiskar.

### Fortplantning
Hanarna blir könsmogna vid 12 till 15 års ålder, honorna vid en ålder av 14 till 20 år. Den vandrar upp för den flod där den är född för att leka, vilket vid östersjökusten sker i maj till juli vid en vattentemperatur på 13−22 °C. Vid södra Nordamerikas atlantkust börjar parningen i februari eller mars vid en vattentemperatur på 21–24°C, medan parningen äger rum mellan juni och augusti för störarna vid New Englands och Kanadas atlantkuster.
Alla individer leker inte samtidigt; hanarna leker vanligtvis mellan varje och vart femte år, medan honorna leker vartannat till vart femte. Under leken, som sker i strömmande vatten över hårda bottnar som grus och liknande, kan honan lägga mellan 400 000 och 8 miljoner ägg beroende på storlek och ålder. Äggen är klibbiga och fastnar vid bottenmaterialet. Honan lämnar lekområdet efter 4 till 6 veckor, medan hanarna kan stanna till hösten. Efter det ungarna kläckts stannar de vanligtvis kvar i sötvatten det första levnadsåret, varefter de vandrar nedströms till flodmynningarnas brackvatten där de lever i två till sex år innan de slutligen söker sig till havet.

## Utbredning och systematik
Nutida utbredning är längs den nordamerikaska Atlantkusten från Labrador i Kanada till Florida i USA samt i nordöstra Atlanten, där den har gått starkt tillbaka. För Europas del anger Internationella naturvårdsunionen (IUCN) situationen för följande länder som "troligtvis bevarad" (possibly extant): Litauen, Polen, Tyskland (återinplanterad), Sverige och Estland.

### Förekomst i Östersjön
Arten har funnits i Östersjön, Skagerrak och Kattegatt samt som troligtvis inneslutna populationer utan kontakt med havet i Ladoga. Östersjöpopulationen lekte i Drweca och Wisła i Polen, Oder, Njemen och Neva. Några säkra uppgifter om lek i Sverige saknas, men arten fångades flera gånger i Östersjön och Göta älv. I Sverige dog arten ut i början på 1900-talet, medan den klarade sig längre i resten av Europa; den sista naturligt förekommande europeiska stören fångades vid den estländska ön Muhu 1996. Två exemplar fångades utanför Bornholm respektive Skanör 2009; dessa kommer dock från bestånd som inplanterats i tyska och polska floder 2007 och 2008. 2015 fångades ett exemplar så långt norrut som utmed Upplands kust. Även denna fångst antas härstamma från de tysk/polska inplanteringarna.
I Finland, där arten precis som i Sverige är rödlistad som nationellt utdöd, har den observerats fyra gånger. En sentida observation skedde utanför Åland 28 juli 2013.
Länge trodde man att det idag utdöda beståndet av stör i Östersjön var samma art som Europeisk stör (Acipenser sturio) men studier har visat att beståndet bestod av atlantisk stör (A. oxyrhynchus). Man vet dock genom studier av museala specimen att det skedde en kraftig hybridisering mellan A. oxyrinchus och A. sturio.

## Atlantisk stör och människan

### Namn
Mycket på grund av den tidigare osäkerheten om vilken art det var som förekom i Östersjön, skiljer sig uppgifterna om trivialnamn i olika källor. ArtDatabanken med flera, förordar namnet "atlantisk stör" för A. oxyrhynchus och "europeisk stör" för A. sturio, medan andra instanser, däribland Naturhistoriska riksmuseet, rekommenderar "stör" för A. oxyrhynchus och "atlantstör" för A. sturio. Många källor som använder trivialnamnen "atlantstör", "stör" eller "vanlig stör" gör det i tron om att de refererar till A. sturio men eftersom dessa källor ofta refererar till beståndet i Östersjön så skulle dessa tre trivialnamn lika gärna kunna vara synonymer för A. oxyrhynchus. I denna artikel följer vi ArtDatabankens rekommendationer.

### Status och hot
Arten är klassificerad som nära hotad (NT) av IUCN, men beståndet ökar. Det finns fortfarande hot från flodregleringar, dammbyggnader och vattenföroreningar, men efter det åtgärder vidtagits (bland annat har fiske av arten förbjudits i USA) har situationen förbättrats. Arten fiskas dock fortfarande i Kanada. I Sverige har ArtDatabanken rödlistat den som nationellt utdöd (RE). Främsta orsaken var överfiske.

## Åtgärder
Försök görs med återinplantering i Tyskland och Polen; i det sistnämnda landet har 25 000 nordamerikanska störar satts ut i Drweca under 2007 och 2008. Farhågor finns dock att de ska hybridisera med andra inplanterade störarter. Flodregleringar och vattenföroreningar utgör också möjliga hot. Under tisdagen den 18 juni 2024 planterades ett antal fiskar ut i Göta älv och havet utanför. Detta i ett försök att återinföra arten i svenska vatten.